# Black Caviar
Black Caviar, est une jument de course pur-sang anglais, née en 2006 en Australie, où elle est entraînée par Peter Moody et montée par Luke Nolen. Trois fois élue cheval de l'année en Australie, membre du Hall of Fame, invaincue en 25 sorties, un record au 20e siècle, elle est considérée comme l'un des meilleurs chevaux de l'histoire des courses australiennes, et en son temps le meilleur sprinteur du monde.

## Carrière de courses
Élevée par Swettenham Stud, acquise yearling par ses propriétaires pour Au$ 210 000, Black Caviar entame sa carrière à deux ans par deux victoires faciles et ne se produit qu'à trois reprises à 3 ans, s'adjugeant ses deux premières courses de groupe. Cette pouliche à la robe baie brune et au modèle imposant est d'emblée cantonnée sur 1000 et 1200 mètres, ses distances de prédilection. A chacune de ses apparitions, elle laisse ses adversaires dans le lointain, et remporte son premier groupe 1 à l'occasion du Patinack Farm Classic en novembre 2010. C'est le premier du série de six groupe 1 gagnés consécutivement à l'âge de 4 ans. En février 2012, elle s'aventure au-delà de sa distance fétiche, sur les 1400 mètres des C F Orr Stakes, où elle s'impose tout aussi facilement. Sa carrière consiste en une litanie ininterrompue de victoires, Black Caviar remportant toutes les grandes épreuves australiennes de sprint, avec à chaque fois une marge conséquente sur ses rivaux, et plusieurs records de vitesse. Elle a été chronométrée en moins de dix secondes sur 200 mètres, avec des pointes à plus de 72 km/h, mettant à profit, à l'instar du mythique Phar Lap, une foulée d'une ampleur exceptionnelle, mesurée à 8,42 mètres. 

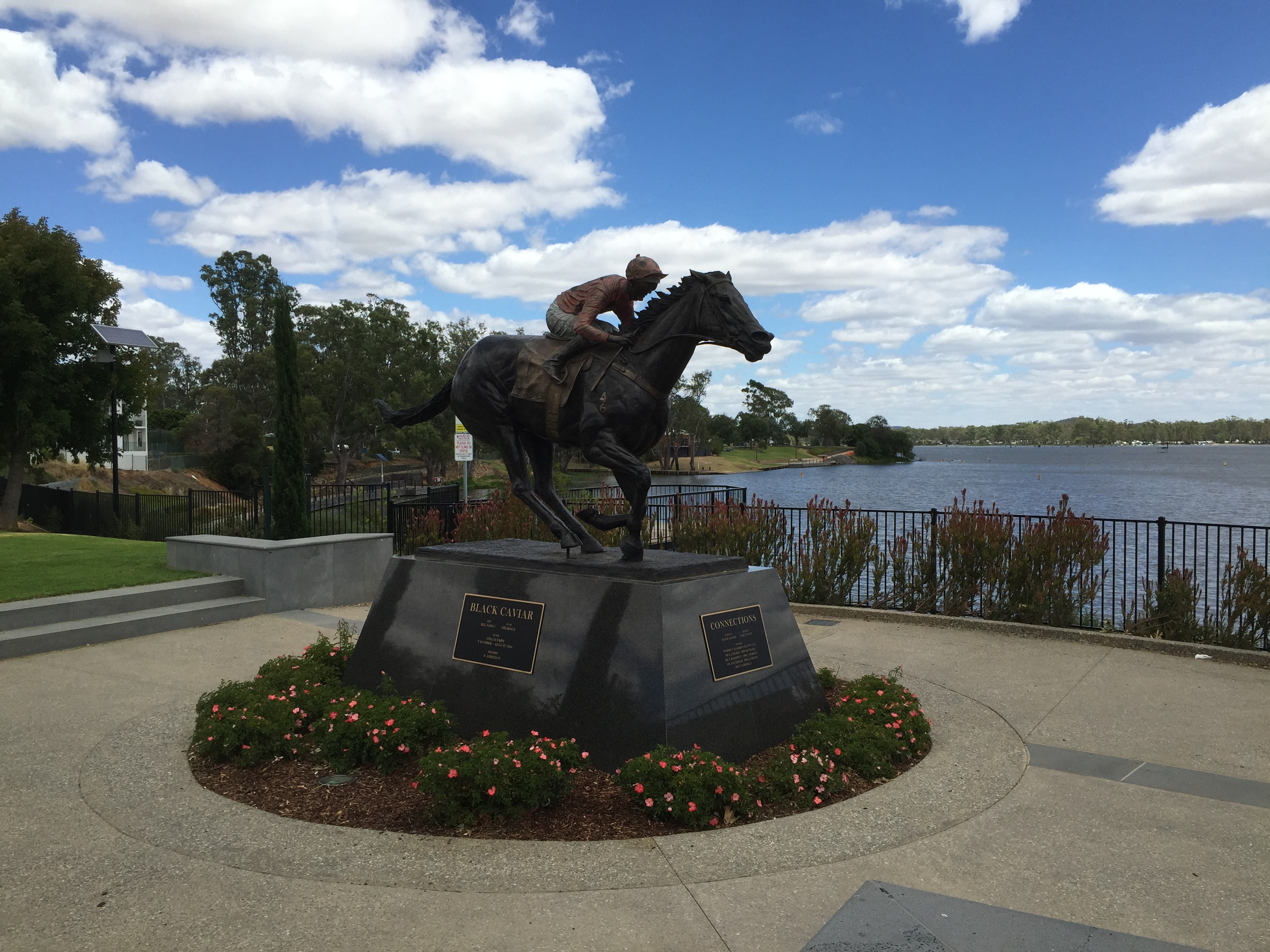
Statue de Black Caviar à Nagambie, dans l'état de Victoria

Véritable superstar en Australie où elle n'a plus rien à prouver après 21 victoires en autant de sorties, et onze groupe 1 à son actif, elle est envoyée en juin 2012 en Europe pour affronter les sprinters du vieux continent. Le 23 juin, devant 5 000 supporteurs Australiens, elle dispute les Diamond Jubilee Stakes, retransmis sur écran géant au centre de Melbourne où le public s'était retrouvé pour encourager sa championne à 6 heures du matin. Grandissime favorite, elle s'impose, mais pour la première fois de sa carrière, doit lutter âprement pour la victoire : poussée à la lutte par deux pouliches françaises, Moonlight Cloud (montée par Thierry Jarnet) et Restiadargent (montée par Maxime Guyon), elle ne gagne que d'une tête, son jockey Luke Nolen, qui découvrait à cette occasion les courses européennes, ayant par ailleurs posé les mains à quelques mètres de la ligne d'arrivée, par excès de confiance et après avoir vraisemblablement confondu une caméra avec le poteau. Malgré une combinaison de contention spécialement conçue pour favoriser sa circulation sanguine durant l'interminable voyage (plus de 30 heures) qui l'amène en Angleterre, la jument a sans doute aussi été fatiguée par cet éprouvant déplacement. Cette victoire lui offre tout de même le titre de sprinter de l'année en Europe.
En février 2013, Black Caviar, désormais âgée de 6 ans, effectue une rentrée victorieuse dans les Lightning Stakes, puis enchaîne avec les Australia Stakes, promues groupe 1, et à nouveau les T J Smith Stakes, sa 25e victoire en autant de sorties et son quinzième groupe 1, ce qui lui permet d'égaler le score de l'Américain John Henry (record battu depuis par une autre Australienne, Winx). Alors que l'on spécule sur la prochaine et dernière sortie australienne de la jument avant sa nouvelle expédition à Ascot, prévue depuis longtemps, son entraîneur Peter Moody annonce à la surprise générale, le 17 avril, que sa championne ne serait plus revue en compétition. Black Caviar prend donc sa retraite plus tôt que prévu, tout en obtenant en cette année 2013 le meilleur rating FIAH au monde, à égalité avec la championne française Trêve. Élue au Hall of Fame des courses australiennes dès la fin de sa carrière, elle laisse le souvenir d'un phénomène invincible, l'un des meilleurs sprinters de tous les temps, dont l'exceptionnelle popularité aura dépassé la sphère des courses hippiques. En témoigne sa présence en couverture de Vogue Australia, ou la polémique consécutive à son élection au titre d'athlète féminine de l'année, devant la sprinteuse Sally Pearson. 

### Résumé de carrière
| Date             | Hippodrome       | Pays             | Course                 | Statut           | Distance         | Jockey           | Place            | Écart            | Deuxième         | Temps            |
| 2008-2009, 2 ans | 2008-2009, 2 ans | 2008-2009, 2 ans | 2008-2009, 2 ans       | 2008-2009, 2 ans | 2008-2009, 2 ans | 2008-2009, 2 ans | 2008-2009, 2 ans | 2008-2009, 2 ans | 2008-2009, 2 ans | 2008-2009, 2 ans |
| ---------------- | ---------------- | ---------------- | ---------------------- | ---------------- | ---------------- | ---------------- | ---------------- | ---------------- | ---------------- | ---------------- |
| 18 avril         | Flemington       | Australie        | Maiden                 |                  | 1 000 m          | J. Noske         | 1er / 12         | 5                | Kwassa Kwassa    | 0'56"63          |
| 2 mai            | Caulfield        | Australie        | Blue Sapphire Stakes   | Listed           | 1 200 m          | J. Noske         | 1er / 10         | 6                | Demerit          | 1'09"76          |
| 2009-2010, 3 ans |                  |                  |                        |                  |                  |                  |                  |                  |                  |                  |
| 22 août          | Moonee Valley    | Australie        | Crockett Stakes        | Listed           | 1 200 m          | L. Nolen         | 1er / 5          | 3 ¾              | Miraculous Miss  | 1'11"15          |
| 5 septembre      | Flemington       | Australie        | Danehill Stakes        | Gr. 2            | 1 200 m          | L. Nolen         | 1er / 9          | 3/4              | Wanted           | 1'09"96          |
| 22 janvier       | Moonee Valley    | Australie        | Australia Stakes       | Gr. 2            | 1 200 m          | L. Nolen         | 1er / 5          | 2 ¼              | Here de Angels   | 1'10"18          |
| 2010-2011, 4 ans |                  |                  |                        |                  |                  |                  |                  |                  |                  |                  |
| 9 octobre        | Caulfield        | Australie        | Schillaci Stakes       | Gr. 2            | 1 000 m          | L. Nolen         | 1er / 6          | 1 ¼              | Winter King      | 0'56"68          |
| 23 octobre       | Moonee Valley    | Australie        | Schweppes Stakes       | Gr. 2            | 1 200 m          | L. Nolen         | 1er / 7          | 5 ½              | Hot Danish       | 1'11"01          |
| 6 novembre       | Flemington       | Australie        | Patinack Farm Classic  | Gr. 1            | 1 200 m          | B. Melham        | 1er / 9          | 4                | Star Witness     | 1'07"96          |
| 18 février       | Flemington       | Australie        | Lightning Stakes       | Gr. 1            | 1 000 m          | L. Nolen         | 1er / 14         | 3 ¼              | Hay List         | 0'57"20          |
| 12 mars          | Flemington       | Australie        | Newmarket Handicap     | Gr. 1            | 1 200 m          | L. Nolen         | 1er / 11         | 3                | Crystal Lily     | 1'07"36          |
| 25 mars          | Moonee Valley    | Australie        | William Reed Stakes    | Gr. 1            | 1 200 m          | L. Nolen         | 1er / 7          | 1 ¾              | Crystal Lily     | 1'10"00          |
| 9 avril          | Randwick         | Australie        | T.J Smith Stakes       | Gr. 1            | 1 200 m          | L. Nolen         | 1er / 11         | 2 ¾              | Hay List         | 1'08"71          |
| 14 mai           | Doomben          | Australie        | BTC Cup                | Gr. 1            | 1 200 m          | L. Nolen         | 1er / 8          | 2                | Hay List         | 1'08'85          |
| 2011-2012, 5 ans |                  |                  |                        |                  |                  |                  |                  |                  |                  |                  |
| 8 octobre        | Caulfield        | Australie        | Schillaci Stakes       | Gr. 2            | 1 000 m          | L. Nolen         | 1er / 8          | 4 ¼              | Karuta Queen     | 0'56"73          |
| 22 octobre       | Moonee Valley    | Australie        | Schweppes Stakes       | Gr. 2            | 1 200 m          | L. Nolen         | 1er / 4          | 6                | Doubtful Jack    | 1'10"13          |
| 5 novembre       | Flemington       | Australie        | Patinack Farm Classic  | Gr. 1            | 1 200 m          | B. Melham        | 1er / 8          | 2 ¾              | Buffering        | 1'08"32          |
| 27 janvier       | Moonee Valley    | Australie        | Australia Stakes       | Gr. 2            | 1 200 m          | L. Nolen         | 1er / 6          | 4 ¼              | Zedi Knight      | 1'09"44          |
| 11 février       | Caulfield        | Australie        | C. F. Orr Stakes       | Gr. 1            | 1 400 m          | L. Nolen         | 1er / 8          | 3 ¼              | Southern Speed   | 1'25"14          |
| 18 février       | Flemington       | Australie        | Lightning Stakes       | Gr. 1            | 1 000 m          | L. Nolen         | 1er / 9          | 1 ¾              | Hay List         | 0'55"53          |
| 28 avril         | Morphettville    | Australie        | Robert Sangster Stakes | Gr. 1            | 1 200 m          | L. Nolen         | 1er / 7          | 4 ½              | Sistine Angel    | 1'10"65          |
| 12 mai           | Morphettville    | Australie        | Goodwood Handicap      | Gr. 1            | 1 200 m          | L. Nolen         | 1er / 9          | 1 ¼              | We're Gonna Rock | 1'10"32          |
| 23 juin          | Ascot            | Royaume-Uni      | Diamond Jubilee Stakes | Gr. 1            | 1 200 m          | L. Nolen         | 1er / 14         | tête             | Moonlight Cloud  | 1'14"10          |
| 2012-2013, 6 ans |                  |                  |                        |                  |                  |                  |                  |                  |                  |                  |
| 16 février       | Flemington       | Australie        | Lightning Stakes       | Gr. 1            | 1 000 m          | L. Nolen         | 1er / 8          | 2 ½              | Moment of Change | 0'55"42          |
| 22 mars          | Moonee Valley    | Australie        | William Reed Stakes    | Gr. 1            | 1 200 m          | L. Nolen         | 1er / 7          | 4                | Karuta Queen     | 1'11"08          |
| 13 avril         | Randwick         | Australie        | T.J Smith Stakes       | Gr. 1            | 1 200 m          | L. Nolen         | 1er / 11         | 3                | Epaulette        | 1'09"65          |

### Récompenses
- Cheval de l'année en Australie en 2011, 2012 et 2013.
- Meilleur sprinteur mondial en 2010, 2011, 2012 et 2013.
- Sprinter de l'année en Europe (2012)
- Meilleur rating FIAH mondial en 2013 : 130
- Meilleur rating FIAH : 132 (Newmarket Handicap, 12 mars 2011)
- Rating Timeform : 136

## Au haras
Une fois devenue poulinière, Black Caviar est naturellement promise aux meilleurs étalons d'Australie, mais sa progéniture ne parvient pas, pour l'heure, à se distinguer au meilleur niveau. 
- 2014 : Oscietra (Exceed And Excel)
- 2015 : Prince of Caviar (Sebring)
- 2016 : Out of Caviar (Snitzel)
- 2017 : Ready For Caviar (More Than Ready)
- 2018 : Invincible Caviar (I Am Invincible)
- 2019 : I Am Caviar (I Am Invincible)

## Origines
Acheté yearling pour une somme modeste (Au$ 9 000), Bel Esprit, le père de Black Caviar, se révéla sur les pistes comme un excellent sprinteur, remportant son groupe 1 dans les Doomben 10,000 Stakes, terminant également deuxième du Newmarket Handicap, que sa fille remporta quelques années plus tard. Quant à Hersinge, la génitrice de Black Caviar, si elle ne s'est pas fait remarquer en piste, elle s'est à nouveau distinguée grâce au frère cadet de la championne, l'excellent All Too Hard (par Casino Prince), lauréat de trois groupe 1. Un autre frère de Black Caviar, par le top étalon australien Redoute's Choice a été adjugé yearling à 5 millions de dollars australien, ce qui fait de lui le yearling le plus cher de l'histoire des ventes australiennes.

### Pedigree
| Origines de Black Caviar (AUS), jument baie née en 2006 | Origines de Black Caviar (AUS), jument baie née en 2006 | Origines de Black Caviar (AUS), jument baie née en 2006 | Origines de Black Caviar (AUS), jument baie née en 2006 |
| ------------------------------------------------------- | ------------------------------------------------------- | ------------------------------------------------------- | ------------------------------------------------------- |
| Père Bel Esprit (Aus) 1999                              | Royal Academy (USA) 1987                                | Nijinsky (Can) 1967                                     | Northern Dancer (Can)                                   |
| Père Bel Esprit (Aus) 1999                              | Royal Academy (USA) 1987                                | Nijinsky (Can) 1967                                     | Flaming Page (Can)                                      |
| Père Bel Esprit (Aus) 1999                              | Royal Academy (USA) 1987                                | Crimson Saint (USA) 1969                                | Crimson Satan (USA)                                     |
| Père Bel Esprit (Aus) 1999                              | Royal Academy (USA) 1987                                | Crimson Saint (USA) 1969                                | Bolero Rose (USA)                                       |
| Père Bel Esprit (Aus) 1999                              | Bespoken (Aus) 1990                                     | Vain (Aus) 1966                                         | Wilkes (Fr)                                             |
| Père Bel Esprit (Aus) 1999                              | Bespoken (Aus) 1990                                     | Vain (Aus) 1966                                         | Elated (Aus)                                            |
| Père Bel Esprit (Aus) 1999                              | Bespoken (Aus) 1990                                     | Vin d'Amour (NZ) 1981                                   | Adios (GB)                                              |
| Père Bel Esprit (Aus) 1999                              | Bespoken (Aus) 1990                                     | Vin d'Amour (NZ) 1981                                   | Gliteren (NZ)                                           |
| Mère Helsinge (Aus) 2001                                | Desert Sun (GB) 1988                                    | Green Desert (USA) 1983                                 | Danzig (USA)                                            |
| Mère Helsinge (Aus) 2001                                | Desert Sun (GB) 1988                                    | Green Desert (USA) 1983                                 | Foreign Courier (USA)                                   |
| Mère Helsinge (Aus) 2001                                | Desert Sun (GB) 1988                                    | Solar (GB) 1973                                         | Hotfoot (GB)                                            |
| Mère Helsinge (Aus) 2001                                | Desert Sun (GB) 1988                                    | Solar (GB) 1973                                         | Languissola (GB)                                        |
| Mère Helsinge (Aus) 2001                                | Scandinavia (Aus) 1994                                  | Snippets (Aus) 1984                                     | Lunchtime (GB)                                          |
| Mère Helsinge (Aus) 2001                                | Scandinavia (Aus) 1994                                  | Snippets (Aus) 1984                                     | Easy Date (Aus)                                         |
| Mère Helsinge (Aus) 2001                                | Scandinavia (Aus) 1994                                  | Song of Norway (Aus) 1982                               | Vain (Aus)                                              |
| Mère Helsinge (Aus) 2001                                | Scandinavia (Aus) 1994                                  | Song of Norway (Aus) 1982                               | Love Song (Den) (famille 1-p)                           |

## Mort
Black Caviar meurt le 17 août 2024 après avoir donné naissance à un poulain, un jour avant son dix-huitième anniversaire de naissance.

## Site officiel
- blackcaviar.net.au